# Dealey Plaza
A Dealey Plaza (em português:  Praça Dealey), no histórico distrito West End da cidade baixa de Dallas, Texas (EUA), se tornou célebre por ser o local do assassinato do presidente estadunidense John F. Kennedy em 22 de novembro de 1963.  
A região de Dealey Plaza foi nomeada Marco Histórico Nacional em 1993, preservando seus entornos, incluindo a praça, prédios e estruturas visíveis do local do crime, identificadas por testemunhas como prováveis locais de esconderijo do assassino.